# Dolenje selce
Dolenje selce este o localitate din comuna Trebnje, Slovenia, cu o populație de 52 de locuitori.